# コリエル郡 (テキサス州)
コリエル郡（コリエルぐん、英: Coryell County）は、アメリカ合衆国テキサス州の中央部、エドワーズ高原に位置する郡である。2010年国勢調査での人口は75,388人であり、2000年の74,978人から0.5%増加した。郡庁所在地はゲイツビル市（人口15,751人）であり、同郡で人口最大の都市でもある。コリエル郡は1854年に設立され、郡名は開拓者の1人でテキサス・レンジャーに入り、開拓者を守っている時にコマンチ族インディアンに殺されたジェイムズ・コリエルに因んで名付けられた。
コリエル郡は、キリーン・テンプル・フォート・フッド大都市圏に属している。

## 歴史
コリエル郡となった地域に住んだ人類の形跡は紀元前4500まで遡ることができる。その後の時代にトンカワ族、リパン・アパッチ族、カイオワ族、コマンチ族などのインディアンが地域内に入ってきた。
メキシコ統治時代の1824年に一般植民地化法が有効となり、1825年にはコアウイラ・イ・テハス州の植民地化法により、ロバート・レフトウィッチが開拓者800家族分の土地特許を受けた。この特許についてはその後何度か異議申し立てがあったが、土地はスターリング・C・ロバートソンに因んでロバートソン・コロニーになった。その範囲は現在のテキサス州の郡で言えば30郡に跨っていた。ゲイツビルの地にゲイツ砦が設立されると、開拓者が地域内に入って来るようになった。1854年、テキサス州議会がコリエル郡を設立し、郡名はジェイムズ・コリエルに因んで名付けられた。

## 地理
アメリカ合衆国国勢調査局に拠れば、郡域全面積は1,057平方マイル (2,738 km2)であり、このうち陸地1,052平方マイル (2,725 km2)、水域は5平方マイル (13 km2)で水域率は0.47%である。

### 主要高規格道路
- アメリカ国道84号線
- アメリカ国道190号線
- テキサス州道36号線

### 隣接する郡
- ボスキー郡 - 北
- マクレナン郡 - 北東
- ベル郡 - 南東
- ランパサス郡 - 南西
- ハミルトン郡 - 北西

## 人口動態
以下は2000年の国勢調査による人口統計データである。
| 基礎データ - 人口: 74,978人 - 世帯数: 19,950 世帯 - 家族数: 15,780 家族 - 人口密度: 28人/km2（71人/mi2） - 住居数: 21,776軒 - 住居密度: 8軒/km2（21軒/mi2） 人種別人口構成 - 白人: 65.28% - アフリカン・アメリカン: 21.80% - ネイティブ・アメリカン: 0.88% - アジア人: 1.75% - 太平洋諸島系: 0.49% - その他の人種: 6.26% - 混血: 3.54% - ヒスパニック・ラテン系: 12.57% 年齢別人口構成 - 18歳未満: 26.2% - 18-24歳: 17.9% - 25-44歳: 36.3% - 45-64歳: 13.8% - 65歳以上: 5.7% - 年齢の中央値: 28歳 - 性比（女性100人あたり男性の人口） - 総人口: 105.3 - 18歳以上: 106.2 | 世帯と家族（対世帯数） - 18歳未満の子供がいる: 47.7% - 結婚・同居している夫婦: 64.8% - 未婚・離婚・死別女性が世帯主: 11.0% - 非家族世帯: 20.9% - 単身世帯: 16.9% - 65歳以上の老人1人暮らし: 5.5% - 平均構成人数 - 世帯: 2.91人 - 家族: 3.27人 収入と家計 - 収入の中央値 - 世帯: 35,999米ドル - 家族: 38,307米ドル - 性別 - 男性: 24,236米ドル - 女性: 21,186米ドル - 人口1人あたり収入: 14,410米ドル - 貧困線以下 - 対人口: 9.5% - 対家族数: 7.8% - 18歳未満: 12.3% - 65歳以上: 9.0% |

## 州政府等の施設
テキサス州刑事司法省の女性用一般矯正施設8か所（5刑務所と3州立拘置所）のうち、5つの施設（4刑務所と1州立拘置所）がゲイツビル市にある。
クリスティーナ・クレイン刑務所（元ゲイツビル刑務所）、ヒルトップ刑務所、ドクター・レーン・マレー刑務所およびリンダ・ウッドマン州立拘置所は互いに接近して設立されている。女性死刑囚の刑務所であるマウンテンビュー刑務所がゲイツビル市内にある。男性用のアルフレッド・D・ヒューズ刑務所もゲイツビル市内にある。
マウンテンビュー刑務所は1975年7月に開設され、クレイン刑務所は1980年8月、ヒルトップ刑務所は1981年11月、ヒューズ刑務所は1990年1月に開設された。マレー刑務所は1995年11月、ウッドマン州立拘置所は1997年6月に開設された。1995年、テキサス州の郡の中で、刑務所の数ではコリエル郡が3番目である。

## 都市と町
- コッペラスコーブ
- エバント
- フォートフッド、国勢調査指定地域
- ゲイツビル - 郡庁所在地
- オグルスビー
- サウスマウンテン

### 未編入の町
- フラット
- ジョーンズボロ
- マウンド
- パーメラ
- ザ・グローブ
- ターナーズビル